# シムラユウスケ
シムラ ユウスケ（しむら ゆうすけ、Yusuke Shimura、1981年5月27日 - ）は現代アートのフィールドで国内外で活動していてるアーティスト。本業の枠の中に留まらず幅広く活動している。
代表作にはニューヨークで制作された写真作品「Magictime」、「HumanMuseum」、「Sightseeing」 をはじめ、赤いマントをつけた白いうさぎのキャラクター「ふわり」のドローイング作品、パブリックアート、インタラクティブアートがある。
個展ではトーキョーワンダーサイトでの「WITCH」、国内2都市のアップルストア（銀座店、渋谷店、心斎橋店）によるシムラユウスケ特集、BankART Studio NYKでのシムラユウスケ「OPEN DREAM」、NADiffでの「Magictime」(2012 | 同時発売 DVD | Magictime)、個展「Sightseeing」、成田国際空港第2ターミナルでの展示作品「DREAMING TREE」の他、吉田カバンとシムラユウスケによる「YUSUKE SHIMURA TOKYO NEWYORK supported by YOSHIDA&CO.」のメディアワークを展開。
海外での制作をベースにニューヨーク、東アジア、中東、東南アジアでの展開を行うアーティスト。
その他、様々なメディアでの特集に加え、Tokionのニューヨーク特集、装苑の特集ではPerfumeのプロデューサーでもある中田ヤスタカ、現代美術家の名和晃平、建築家の中村竜治らと共に国内外で活躍する次世代の1人として特集されている。千葉県印旛郡栄町出身。

## 作品
シムラユウスケのアート作品は世界をマルチアングルで捉え、それぞれの視点を持ちながらも一貫して「DREAM(夢)、Futuer（未来）、Magic（魔法）」などのスーパーポジティブな世界で構成されている。
表現の主として、自身の持つ夢と希望の世界と、人類初の宇宙飛行を成功させたユーリイ・ガガーリンの「地球は青かった」を起源とし、人々が持つ驚きや、人々の持つ夢の可能性を無限に描く世界を作り出すことが彼の作品になっている。
世界を一定の距離で捉え続けているコンセプチュアル・アートの写真作品を中心に、ドローイング(drawing)作品では、世界に夢と希望でアプローチするポップアートとしてキャラクターを擬人化し、「夢と希望のヒーロー」をコンセプトにした赤いマントをつけた白いうさぎ“ふわり”を生み出し、2009年にはインタラクティブアートとして「DREAMING DREAMING（2009-）」「OPEN DREAM(2010-)」を世界に提言し、世界が夢で溢れていることを具体化していくことで、人の持つ夢の可能性を無限に描く世界を創りだしている。
その他、様々なメディアとコラボレーションすることを新しい未来への発明とする夢に自由な姿から、次世代を担うアーティストとして紹介されていることが多く、多方面との親交も深いことから各界の人物がゲストで彼とのトークライブなどに参加している。

## 活動
- 2005年オノ・ヨーコとの出会いでニューヨークに渡米し、ニューヨークでの作品制作がはじまる。
- 2006年ミラノコレクションブランド、Anteprima（アンテプリマ）とのコラボレーション展が開催され、2007年にはApple Storeでシムラユウスケを特集するエキシビジョンが銀座、渋谷、心斎橋の直営店で開催された。

- 2007年トーキョーワンダーウォールをはじめ、アップルストアでの特集では、国内外の先鋭アーティストをピックアップしているApple Store銀座で、彼の写真作品"Magictime"を映像化したスペシャルイベントが開催され、Apple Store渋谷では銀座での内容に加え「ライブフロムアップルストア」でシムラユウスケを特集したトークライブを行い、同展では異例のiTuneからの配信が行われた。

- 2008年国内外のアートフェアやアートフェア東京(2009-)などに写真作品が出品され、ドローイング作品は160作品以上が完売し、展覧会のために来日していた海外の現代美術作家などが購入している。

同年CIBONEが注目するアーティストとしてシムラユウスケの写真作品を4ヶ月に渡り特集し、同時期にトーキョーワンダーサイトでの個展「WITCH」が開催された。
- 2009年にはアートフェア東京をはじめ、ファッションブランドEditionとのコラボレーション商品が発売され完売。
- 2010年 BankARTアーティストインレジデンスに滞在し　BankART Studio NYK （横浜）にてシムラユウスケ「OPEN DREAM」が開催され、夏には新潟県越後妻有 BankART妻有 桐山の家で滞在制作を行い、大地の芸術祭 越後妻有アートトリエンナーレ「大地の祭り2010夏」の会期中 公開されている。BankART1929
- 2011年 アジア圏での活動を展開し、2011年に中東（シャルジャ、ドバイ）にアーティスト・イン・レジデンスプログラムで滞在制作を行い、海外で制作した作品を各都市のアーティストや機関がコレクションするなど海外での特集に参加。

- 2012年日本国内ではNADiffでの個展「Magictime」が行われ、DVD 「Magictime」[2]がNADiffで同時発売される。同年の海外ではシンガポール、タイでの個展「DREAMING NOTEBOOK」[4]が開催された。東南アジアでのアーティストインレジデンスプログラムで滞在、制作、発表を行い、中東、東アジアでの活動に広げ展開している。

- 2013年には東京での個展「Sightseeing」（Yumiko Chiba Associates）[1]をはじめ、中東圏（ドバイ、シャルジャ）での最新作、東南アジア、東アジアなど国内外で作品を展開し、フィンランド（ヘルシンキ）のアーティスト・イン・レジデンス「HIAP」[5]に滞在し、北欧圏での発表など国際的に活動している。
- 2013年12月 成田国際空港とのコラボレーションで空港第2ターミナルでの展示作品「DREAMING TREE」を展開。

同年には幼少期から育った国内（千葉県成田市）に拠点としたアートプロジェクトを立ち上げ、2011年3月11日の東日本大震災で被災した成田国際空港と故郷であり特定被災区域の2市町(千葉県成田市、印旛郡栄町)を中心に2014年、成田国際空港と空港から広がる森や自然をアートフィールドにした現代アートプロジェクト「ふわりの森」のプロジェクトディレクターを務めスタートする。
- 2014年成田国際空港を囲む森を現代アートの森にするランドアート「ふわりの森」をスタートし、国際都市NARITA初の現代アートプロジェクト、国際アーティストインレジデンスを立ち上げカイカイキキに所属するアーティスト佐藤玲らが参加。ギャラリー、スタジオ、レジデンスをディレクションしている。

このランドアートの誕生において、これまで空港のみの利用で通過されてきた「NARITA」の中の『ART』「nARiTa」があることをコンセプトに発信し、国際的な現代アートの拠点を誕生させた。
2020年　空港都市国際芸術祭「ふわりの森 ART PARADE」を手掛ける。
- 空港都市国際芸術祭2020 「ふわりの森 ARTPARADE」 シムラユウスケ 動画
- アートカフェ特集 ALL ABOUT | TOAST AND HONEY

現在東京とニューヨークを拠点に活動し、作品は現代美術を取り扱うギャラリーが扱っている他、吉田カバンが唯一アーティストをサポートしているシムラユウスケとの「YUSUKE SHIMURA TOKYO NEWYORK supported by YOSHIDA&CO.」などのメディアワークスを展開しており、その他も多くのメディアとのコラボレーションなどをしている。

## ドローイングキャラクター"ふわり"
ドローイングキャラクター"ふわり"はシムラユウスケのドローイング作品の中に登場している白いうさぎの名称であり、主人公のふわりは擬人化された白いうさぎで赤いマントを付けている。
通称は「ふわり」と呼ばれ、チャームポイントの赤いマントをつけた「夢と希望のヒーロー」がコンセプトになっている。
藤子・F・不二雄作品に幼少期から影響を受け、ドラえもんの世界で育ってきた一面は、写真作品の温度と対極な世界にあるが、軸は彼にしかないオリジナルの夢や希望の世界で一貫されている。

## アーティスティックディレクター
シムラユウスケは自身の作品を軸に成田国際空港を拠点としたランドアート作品「ふわりの森」を手掛け、プロジェクトディレクター、総合プロデュース、アーティスティックディレクターとしての活動も注目されている。
この作品「ふわりの森」では作品・建築・ディレクションを手掛け成田国際空港を囲む森を現代アートの森へと変換、空港から繋がるアートの森を創出し、自身のかかげる「DREAM」人の夢とは何か？を協働し発信する。
中核にアーティスト・イン・レジデンス「ふわりの森 国際アーティスト・イン・レジデンス「FAIR」（フェアー）」を持ち、空港都市初の現代アートによるアーティストランスペース「GALLERY FAIR」、アートカフェ「TOAST AND HONEY」、アートステイホテル「Maison FUWARI」を主宰。国内最大の成田国際空港を現代アートの海外発信拠点に、空港を囲む森を創造活動拠点としている。
近年では成田空港圏にある自身の母校の栄町立酒直小学校が少子化による生徒数減少を理由に2015年3月閉校。閉校になる1年前の2014年より、本校139年の歴史をもつことを未来に残す為の作品として、自身のルーツを守り未来を開くべく、アーティストと子どもがタッグを組み校舎を記憶の美術館にする「SAKANAO139記憶美術館」を手掛ける。シムラユウスケのディレクションのもと、多くの現代アーティストがゲスト講師として参加。2015年3月28日閉校に伴い「SAKANAO139記憶美術館」を完成。このプロジェクトは新聞・NHK・テレビ等のメディアに多く取り上げられ注目を集めた。
建築には【 アートカフェ TOAST AND HONEY  】
2015年には同エリア（千葉県成田市）に現代アートプロジェクトにアクセス出来るサードプレイスを開くべく、アートカフェ「TOAST AND HONEY」をオープン。建築・内装・デザイン・コンセプトを手掛ける。
【 アートステイ（ホテル） MAISON FUWARI 】
2016年、同エリアに現代アートプロジェクトの集落にアートステイする目的のホテル、日本家屋を改装したART STAY「MAISON FUWARI」をオープン。建築・内装・デザイン・コンセプトを手掛けている。
【 空港都市国際芸術祭 「ふわりの森 ART PARADE 」】
2020年には現代アートによる国際空港都市芸術祭「ふわりの森 ART PARADE」の開催に併せ、総合ディレクターを務める。
2020年のオリンピックの国際港都市NARITAにおいて文化芸術面のアーティスティックディレクターとしての注目を集めている。

## メディア
- 「装苑」　特集　「国内外での活躍ぶりから目が離せない！才能あふれる6人の男子」

中田ヤスタカ （cupsule）、名和晃平 （アーティスト）、シムラユウスケ（アーティスト）、中村竜治 （建築家）、三浦大輔 （演出家）、坪井浩尚（プロダクトデザイナー）
- 「デザインの現場」　　特集 シムラユウスケ / 美術出版社
- 「TOKION」 　ニューヨーク特集　シムラユウスケ
- 「メンズノンノ」　 シムラユウスケ 『WITCH』
- 「THE21」 特集　「人気急上昇中の現代アーティストベスト3」 シムラユウスケ　"Magictime"
- 「マンスリー・エム m」　特集　デザインアワード　各界の気鋭クリエイターが選ぶベストデザイン

佐藤可士和　/ 日原佐知夫 / シムラユウスケ　/ 小山薫堂 / 立川裕太　/ 桐山登士樹 / 山本宇一　/ 中島渉　/ 　DJドラゴン　 他 
- 「マンスリー・エム m」　特集 各界で活躍するクリエイター、著名人が選ぶ「夜遊び」特集
- 「men's FUDGE」 夏の主役はコレで決まり"ベストワン"Tシャツ特集　Edition×Yusuke Shimura コラボレーションTシャツ
- 「2nd」　今買えるアート特集　シムラユウスケ
- 「ecocolo」 ecocolo Public　特別企画　 シムラユウスケ
- 「ROCKS」 　特集 / 特別企画　シムラユウスケ 　[ROCKS×16] [ROCKS＋6] 　他